# إريك راسموسن
إريك راسموسن (بالدنماركية: Erik Rasmussen)‏ مواليد 24 ديسمبر 1960، هو لاعب ومدرب كرة قدم دانمركي سابق كان يلعب كمهاجم شارك خلال مسيرته 764 مباراة وسجل 516 هدف ودرب 7 أندية لحد الآن.

## أندية لعب لها
- نادي بروندبي
- نادي هرفوليه

## روابط خارجية
- إريك راسموسن على موقع قاعدة بيانات كرة القدم.إي يو (الإنجليزية)
- إريك راسموسن على موقع ناشيونال فوتبول تيمز (الإنجليزية)